# Israels fodboldlandshold
Israels fodboldlandshold er det nationale fodboldhold i Israel, og landsholdet bliver administreret af HaHitakhdut leKaduregel beYisrael. Holdet har en enkelt gang deltaget i VM.